# أودر

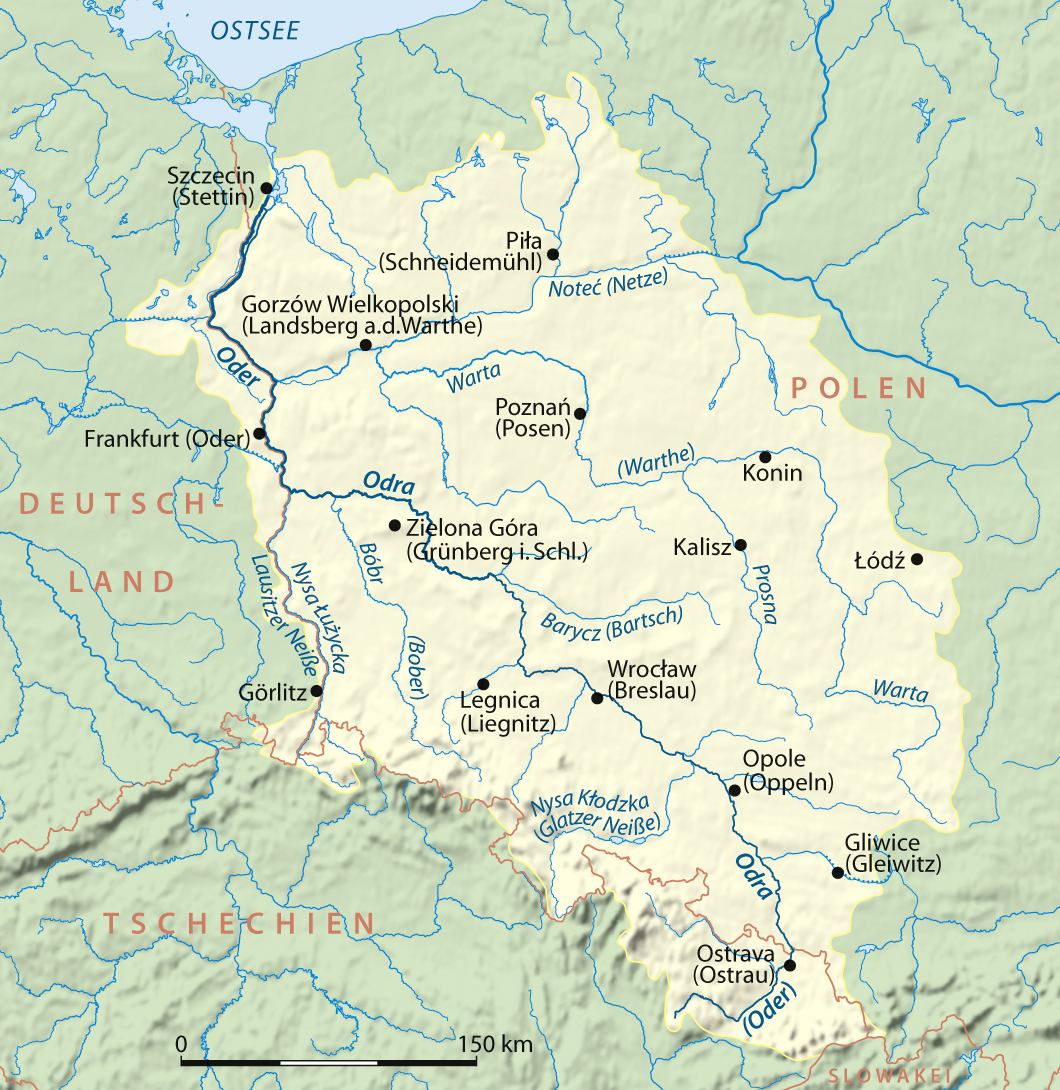
مسار النهر

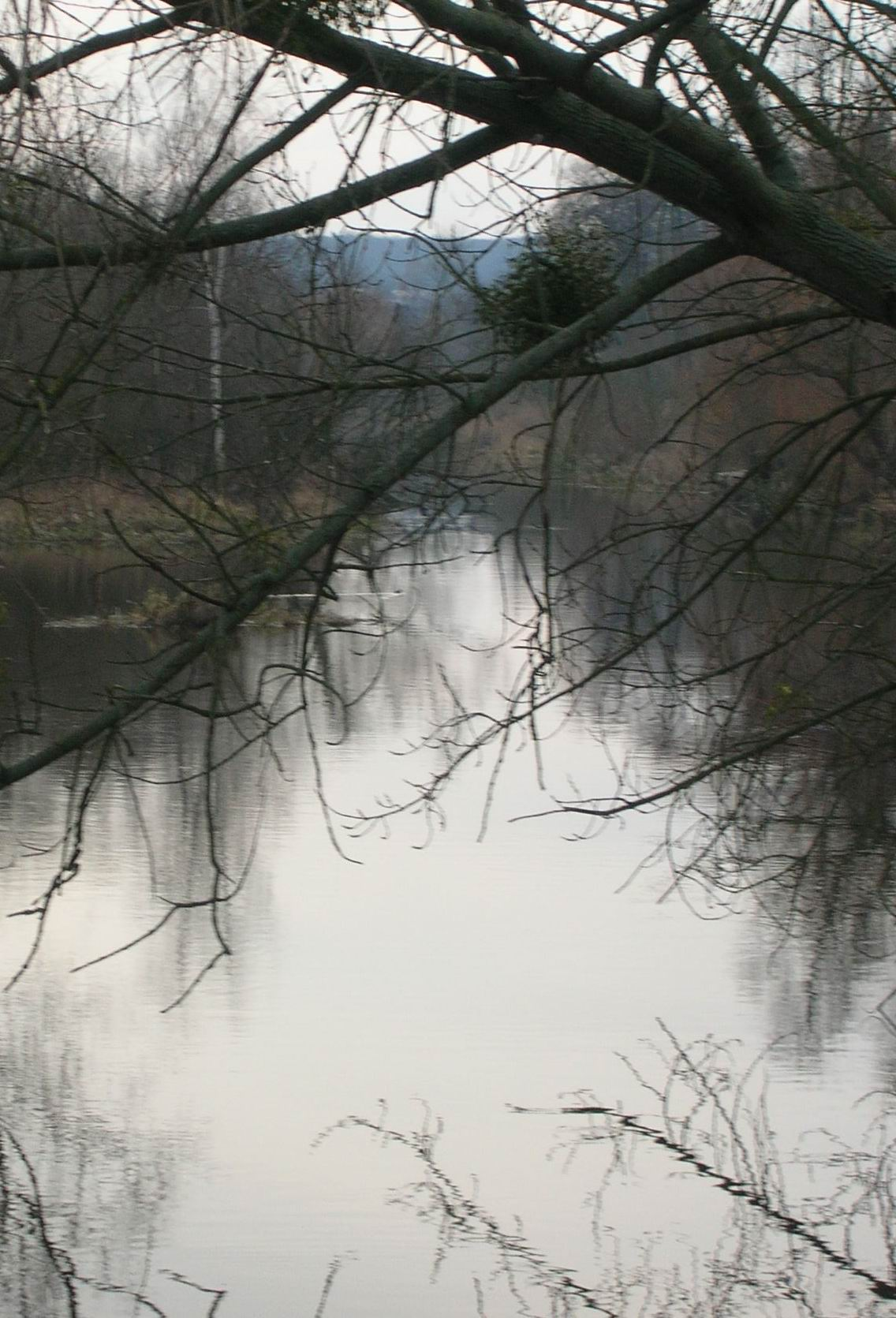

نهر الأودر هو نهر يبلغ طوله 866 كلم، يقع في وسط أوروبا، أما مساحته فتبلغ حوالي 119,000كم².
ينبع نهر الأودر من جبال السوديت التشيكية. ثم ينساب في اتجاه الشمال عبر غربي بولندا حيث يلتقي بنهر نيسا والذي يعرف رسميا باسم لوسترز نيسا. ويكون النهران الملتقيان معظم الحدود بين بولندا و ألمانيا. ويصب نهر الأودر في بحر البلطيق عن طريق بحيرة ستاتين. وتستخدم سفن المحيط ميناء إستشتسين البولندي الواقع جنوب البحيرة. وتتضمن المدن الرئيسية الأخرى الواقعة على النهر، فرانكفورت أودر في ألمانيا، والمدن البولندية مثل فروتسواف وأوبول، وأوسترافا بجمهورية تشيكيا.

## اقرأ أيضاً
- خط أودر-نايسه